# Gottfried Schlag
Gottfried Schlag (* 4. Oktober 1910 in Dresden; † Januar 1943 in Stalingrad) war ein deutscher Kunsthistoriker.

## Leben
Die Eltern waren der Kaufmann Clemens Schlag und dessen Ehefrau Elisabeth, geborene Krause. Gottfried Schlag besuchte das König-Georg-Gymnasium in Dresden und studierte danach zwei Semester Rechtswissenschaft in Leipzig. Nach einer Werkarbeit immatrikulierte er sich 1931 an der Kaiser-Wilhelm-Universität in Berlin für in Kunstgeschichte. 1936 absolvierte er einen einjährigen Wehrdienst und promovierte 1937 in Berlin bei Wilhelm Pinder.
Anschließend wurde Gottfried Schlag Stipendiat am Kunsthistorischen Institut in Bonn bei Alfred Stange. 1940 folgte er diesem nach Paris, wo er im wissenschaftlichen Stab des Kunstschutzes mit der Inventarisierung französischer Kulturschätze betraut war. Seit etwa 1942 arbeitete Schlag für die neue Kunsthistorische Forschungsstätte in Paris  unter Hermann Bunjes, dessen 1. Assistent er wurde. 
Schlag fiel im Januar 1943 in der Schlacht von Stalingrad; die seither vakante Stelle in Paris wurde 1944 an zwei andere Wissenschaftler vergeben.

## Schriften
- Freiberger Holzplastik um 1500, Dissertation, Berlin 1937, auch Gütersloh 1938 (Auszüge)
- Die deutschen Kaiserpfalzen, Frankfurt am Main 1940
- Die Kaiserpfalz Kaiserslautern (= Westmärkische Abhandlungen zur Landes- und Volksforschung, 4), Kaiserslautern 1940
- Die Skulpturen des Querhauses der Kathedrale von Chartres, in Wallraff-Richartz-Jahrbuch, 12/13, 1940, S. 115–164
- Kaiserpfalzen in der Freigrafschaft Burgund, druckfertiges Manuskript [um 1940/41][7]